# Mocidade Robruense
O Grêmio Recreativo Comunitário Escola de Samba Mocidade Robruense é uma escola de samba da cidade de São Paulo.

## Segmentos

### Presidentes
| Nome             | Mandato      | Ref.  |
| ---------------- | ------------ | ----- |
| Sílvio Demétrius | ?-atualidade | [ 1 ] |

### Diretores
| Período | Diretor de Carnaval | Diretor geral de harmonia | Mestre de bateria | Ref.  |
| ------- | ------------------- | ------------------------- | ----------------- | ----- |
| 2014    | Valdir              | Valdir                    | Dadá              |       |
| 2015    | Dida                | Marcelo Pinto Felipe      | Alexandre e Dada  | [ 2 ] |
| 2016    | Dida                | Silvio                    | Fabio             |       |
| 2017    | Dida                | Eduardo                   | Fabio             |       |

### Coreógrafos
| Período   | Nome               | Ref.  |
| --------- | ------------------ | ----- |
| 2015      | Alessandra         | [ 2 ] |
| 2016-2017 | Glauce de Oliveira |       |

### Casal de Mestre-Sala e Porta-Bandeira
| Período     | Nome                          | Ref.  |
| ----------- | ----------------------------- | ----- |
| 2015        | Alex Santos e Helena Theodoro | [ 2 ] |
| 2016 - 2019 | Alex Ribeiro e Stefany        |       |
| 2020        | Douglas e Stefany             |       |

### Corte de Bateria
| Ano       | Rainha | Madrinha | Musa | Ref. |
| --------- | ------ | -------- | ---- | ---- |
| 2014      | Talita | Lorraine | Josi |      |
| 2015-2017 | Talita | Lorraine |      |      |
| 2018      | Talita |          |      |      |

## Carnavais
| Ano  | Colocação | Divisão | Enredo | Carnavalesco | Intérprete | Ref.         |
| ---- | --- | --- | --- | --- | --- | ------------ |
| 2003 | Desclassificada | Grupo de Avaliação | Sou Feliz, Vivo Contente, Amo as Flores, Sou Consciente                                                                            | Nestor | Rogério Zelo e Rogério Simetria                                                                                        |              |
| 2004 | 3º lugar | Grupo de Espera | Sampa - Fim de Semana Chegou | | Rogério Zelo e Rogério Simetria                                                                                        |              |
| 2005 | 4º lugar | 3-UESP | Esoterismo - Lendas, Mistérios e Magias                                                                                            | Gleuson Pinheiro | Batata |              |
| 2006 | 7º lugar | 3-UESP | Se Tens um Coração, Então Possuis Grande Palco da Verdade e da Paixão                                                              | | |              |
| 2007 | 7º lugar | 3-UESP | Luz, Magia Que Me Traz Inspiração                                                                                                  | | |              |
| 2008 | 8º lugar | 3-UESP | Dos Guetos na Periferia aos Redutos da Burguesia... Samba e Hip-Hop, Uma Mistura Perfeita Para Lutar!                              | Comissão de Carnaval                                                                                                   | |              |
| 2009 | 6º lugar | 3-UESP | Shopping Center - A Praia do Paulistano                                                                                            | | |              |
| 2010 | 8º lugar | 3-UESP | Recordar é Viver...Mocidade Robruense Volta ao Passado e Traz os Anos 80 de Presente Pra Você                                      | | |              |
| 2011 | 9º lugar | 3-UESP | Estou presente no dia a dia. Sou o número sete nessa folia!                                                                        | | |              |
| 2012 | 7º lugar | 3-UESP | São Paulo, O trânsito nosso de cada dia                                                                                            | | Batata e Ito Marujo |              |
| 2013 | 9º lugar | 3-UESP | Na balada com a Mocidade!! | | |              |
| 2014 | 9º lugar | 3-UESP | Não quero saber de fofoca | Gleuson Pinheiro | Mauro Pirata | [ 1 ] [ 3 ]  |
| 2015 | 9º lugar | 3-UESP | Pode pedir | Gleuson Pinheiro | Batata, Rogério Simetria, Ito Marujo e Docinho                                                                         | [ 2 ]        |
| 2016 | 7º lugar | 3-UESP | Radial leste:uma avenida radiante de alegria                                                                                       | Alex Santos | Nelson Valenti e Samuel Valentin                                                                                       | [ 4 ] [ 5 ]  |
| 2017 | 6º lugar | 3-UESP | Juntos ou misturados, somos a química perfeita                                                                                     | Anderson Paulino e Natanael Serra                                                                                      | |              |
| 2018 | 7º lugar | 3-UESP | Pai e Mãe sem vocês eu não existo                                                                                                  | Anderson Paulino e Natanael Serra                                                                                      | Batata, Nascimento e Deca do Cavaco                                                                                    | [ 6 ]        |
| 2019 | 2°Lugar | 3-UESP | A esperança de um futuro sem corrupção                                                                                             | Higor Felipe | Batata Nascimento |              |
| 2020 | 12º Lugar | Especial de Bairro | Dos Guetos na Periferia aos Redutos da Burguesia... Samba e Hip-Hop, Uma Mistura Perfeita Para Lutar! (Reediçao do Enredo de 2008) | Nestor Manoel | | [ 7 ]        |
| 2021 | Inicialmente adiados para o mês de julho, os desfiles do Carnaval 2021 foram cancelados devido a pandemia de Covid-19. | Inicialmente adiados para o mês de julho, os desfiles do Carnaval 2021 foram cancelados devido a pandemia de Covid-19. | Inicialmente adiados para o mês de julho, os desfiles do Carnaval 2021 foram cancelados devido a pandemia de Covid-19.             | Inicialmente adiados para o mês de julho, os desfiles do Carnaval 2021 foram cancelados devido a pandemia de Covid-19. | Inicialmente adiados para o mês de julho, os desfiles do Carnaval 2021 foram cancelados devido a pandemia de Covid-19. | [ 8 ]        |
| 2022 | 12º Lugar | Acesso 1 de Bairros | Les Batutas - 100 anos de modernidade brasileira em Paris                                                                          | Paulo Trindade e Natanael Serra                                                                                        | | [ 9 ] [ 10 ] |
| 2023 | Vice-Campeã | Acesso 2 de Bairros | Nós – Semitae Infinitae | | | [ 11 ]       |
| 2024 | 6º Lugar | Acesso 1 de Bairros | Pajelança - Ritual de cura e amor                                                                                                  | Igor Silva e Diego Cartola                                                                                             | Rogério Papa | [ 12 ]       |
| 2025 | 5° Lugar | Acesso 1 de Bairros | At Caelum - Veja a Imensidão | Igor Silva | Tiganá |              |
| 2026 | | Acesso 1 de Bairros | O Extraordinário Paraíso da Loucura                                                                                                | Igor Silva | Darlan Alves |              |